# ترمه (جهرم)
ترمه روستایی در دهستان پشت پر بخش سیمکان شهرستان جهرم استان فارس ایران است.

## جمعیت
بر پایه سرشماری عمومی نفوس و مسکن در سال ۱۳۹۵ جمعیت این مکان ۲۱۵ نفر (۶۲خانوار) بوده‌است.